# بوكايس
بوكايس مركز بلدية بولاية بشار تقع اٍلى الشمال من مدينة بشار.

## المناخ
يظهر الجدول التالي التغييرات المناخية على مدار السنة لبوكايس:
| البيانات المناخية لـبوكايس        | البيانات المناخية لـبوكايس | البيانات المناخية لـبوكايس | البيانات المناخية لـبوكايس | البيانات المناخية لـبوكايس | البيانات المناخية لـبوكايس | البيانات المناخية لـبوكايس | البيانات المناخية لـبوكايس | البيانات المناخية لـبوكايس | البيانات المناخية لـبوكايس | البيانات المناخية لـبوكايس | البيانات المناخية لـبوكايس | البيانات المناخية لـبوكايس | البيانات المناخية لـبوكايس |
| الشهر                             | يناير                      | فبراير                     | مارس                       | أبريل                      | مايو                       | يونيو                      | يوليو                      | أغسطس                      | سبتمبر                     | أكتوبر                     | نوفمبر                     | ديسمبر                     | المعدل السنوي              |
| --------------------------------- | -------------------------- | -------------------------- | -------------------------- | -------------------------- | -------------------------- | -------------------------- | -------------------------- | -------------------------- | -------------------------- | -------------------------- | -------------------------- | -------------------------- | -------------------------- |
| متوسط درجة الحرارة الكبرى °م (°ف) | 15.3 (59.5)                | 18.4 (65.1)                | 21.4 (70.5)                | 25.8 (78.4)                | 30.8 (87.4)                | 34.6 (94.3)                | 39.3 (102.7)               | 38.3 (100.9)               | 33.2 (91.8)                | 26.6 (79.9)                | 19.7 (67.5)                | 15.4 (59.7)                | 26.6 (79.8)                |
| المتوسط اليومي °م (°ف)            | 8.6 (47.5)                 | 11.3 (52.3)                | 14.5 (58.1)                | 18.6 (65.5)                | 23.6 (74.5)                | 27.4 (81.3)                | 31.6 (88.9)                | 31 (88)                    | 26.2 (79.2)                | 20.0 (68.0)                | 13.5 (56.3)                | 9.2 (48.6)                 | 19.6 (67.4)                |
| متوسط درجة الحرارة الصغرى °م (°ف) | 2.0 (35.6)                 | 4.3 (39.7)                 | 7.7 (45.9)                 | 11.4 (52.5)                | 16.4 (61.5)                | 20.3 (68.5)                | 24.0 (75.2)                | 23.8 (74.8)                | 19.3 (66.7)                | 13.5 (56.3)                | 7.4 (45.3)                 | 2.6 (36.7)                 | 12.7 (54.9)                |
| الهطول مم (إنش)                   | 13 (0.5)                   | 12 (0.5)                   | 13 (0.5)                   | 12 (0.5)                   | 8 (0.3)                    | 4 (0.2)                    | 2 (0.1)                    | 4 (0.2)                    | 10 (0.4)                   | 16 (0.6)                   | 17 (0.7)                   | 16 (0.6)                   | 127 (5.1)                  |
| المصدر: climate-data.org          |                            |                            |                            |                            |                            |                            |                            |                            |                            |                            |                            |                            |                            |